# Lysibia tenax
Lysibia tenax är en stekelart som beskrevs av Henry Keith Townes, Jr. 1983. Lysibia tenax ingår i släktet Lysibia och familjen brokparasitsteklar. Inga underarter finns listade i Catalogue of Life.